# Walter Chigüila
Walter Ernesto Ayala Chigüila (Santa Ana, El Salvador, 5 de octubre de 1997) es un futbolista salvadoreño. Juega como Centrocampista y su equipo actual es el Asociación Deportiva Isidro Metapán de la Liga Pepsi.

## Clubes
Actualizado al último partido jugado el 19 de mayo de 2025.
| Club Deportivo FAS · El Salvador                  | 1.ª                 | 2017-18             | 25  | 2  | - | - | - | - | 25  | 2  |
| Club Deportivo FAS · El Salvador                  | 1.ª                 | 2018                | 8   | 0  | - | - | 1 | 0 | 9   | 0  |
| Club Deportivo FAS · El Salvador                  | Total               | Total               | 33  | 2  | 0 | 0 | 1 | 0 | 34  | 2  |
| Club Deportivo Águila · El Salvador               | 1.ª                 | 2019                | 26  | 3  | - | - | - | - | 26  | 3  |
| Club Deportivo Águila · El Salvador               | 1.ª                 | 2019                | 17  | 1  | - | - | 2 | 0 | 19  | 1  |
| Club Deportivo Águila · El Salvador               | Total               | Total               | 43  | 4  | 0 | 0 | 2 | 0 | 45  | 4  |
| Once Deportivo Fútbol Club · El Salvador          | 1.ª                 | 2020                | 11  | 1  | - | - | - | - | 11  | 1  |
| Once Deportivo Fútbol Club · El Salvador          | Total               | Total               | 11  | 1  | 0 | 0 | 0 | 0 | 11  | 1  |
| Club Deportivo FAS · El Salvador                  | 1.ª                 | 2020                | 7   | 0  | - | - | 1 | 0 | 8   | 0  |
| Club Deportivo FAS · El Salvador                  | Total               | Total               | 7   | 0  | 0 | 0 | 1 | 0 | 8   | 0  |
| Asociación Deportiva Isidro Metapán · El Salvador | 1.ª                 | 2021                | 17  | 3  | - | - | - | - | 17  | 3  |
| Asociación Deportiva Isidro Metapán · El Salvador | 1.ª                 | 2021                | 8   | 0  | - | - | - | - | 8   | 0  |
| Asociación Deportiva Isidro Metapán · El Salvador | Total               | Total               | 25  | 3  | 0 | 0 | 0 | 0 | 25  | 3  |
| Once Deportivo Fútbol Club · El Salvador          | 1.ª                 | 2022                | 19  | 2  | - | - | - | - | 19  | 2  |
| Once Deportivo Fútbol Club · El Salvador          | 1.ª                 | 2022-23             | 28  | 1  | - | - | - | - | 28  | 1  |
| Once Deportivo Fútbol Club · El Salvador          | Total               | Total               | 47  | 3  | 0 | 0 | 0 | 0 | 47  | 3  |
| Club Deportivo Platense · El Salvador             | 1.ª                 | 2023                | 19  | 1  | - | - | - | - | 19  | 1  |
| Club Deportivo Platense · El Salvador             | Total               | Total               | 19  | 1  | 0 | 0 | 0 | 0 | 19  | 1  |
| Club Deportivo Fuerte San Francisco · El Salvador | 1.ª                 | 2024                | 18  | 2  | - | - | - | - | 18  | 2  |
| Club Deportivo Fuerte San Francisco · El Salvador | 1.ª                 | 2024-25             | 37  | 3  | - | - | - | - | 37  | 3  |
| Club Deportivo Fuerte San Francisco · El Salvador | 1.ª                 | 2025-26             |     |    |   |   |   |   |     |    |
| Club Deportivo Fuerte San Francisco · El Salvador | Total               | Total               | 55  | 5  | 0 | 0 | 0 | 0 | 55  | 5  |
| Total en su carrera                               | Total en su carrera | Total en su carrera | 240 | 19 | 0 | 0 | 4 | 0 | 244 | 19 |
| (2) No incluye goles en partidos amistosos.       |                     |                     |     |    |   |   |   |   |     |    |

Segunda División de El Salvador/Reservas
| Club                      | País        | Año         |
| ------------------------- | ----------- | ----------- |
| Turín FESA Fútbol Club    | El Salvador | 2014 - 2015 |
| Club Deportivo Once Lobos | El Salvador | 2016 - 2017 |

### Selección nacional
| Selección           | Año                 | Partidos | Goles |
| ------------------- | ------------------- | -------- | ----- |
| El Salvador Sub-20  |                     |          |       |
| 2017                | 6                   | 0        |       |
| El Salvador Sub-21  |                     |          |       |
| 2018                | 3                   | 0        |       |
| El Salvador Sub-23  |                     |          |       |
| 2019                | 1                   | 0        |       |
| Total en su carrera | Total en su carrera | 10       | 0     |

## Palmarés
| Club   | País        | Título        |
| ------ | ----------- | ------------- |
| Águila | El Salvador | Clausura 2019 |